# Francisco de Almeida de Melo e Castro

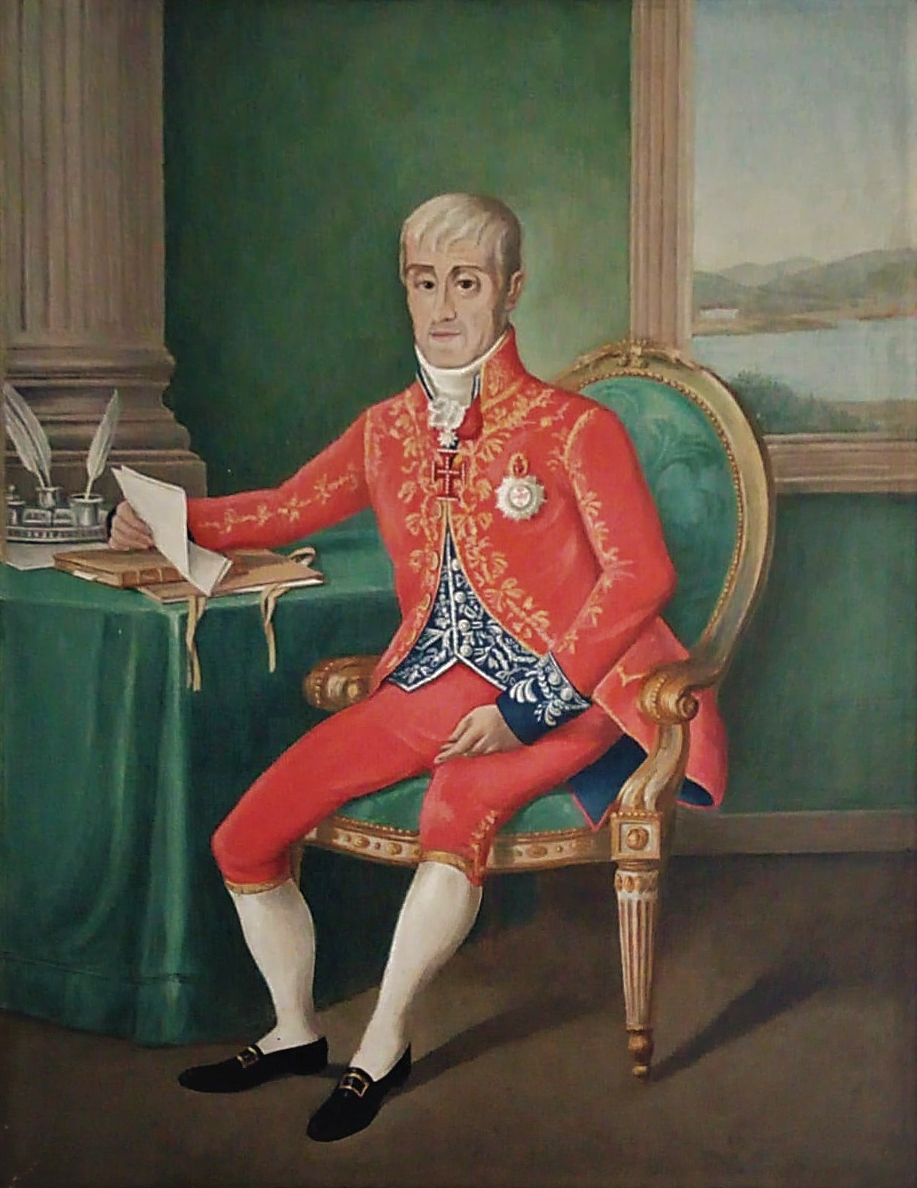
D. Francisco de Almeida de Melo e Castro, 6.º Conde das Galveias

Francisco de Almeida de Melo e Castro, 6.º Conde das Galveias (6 de Abril de 1758 — Rio de Janeiro, 9 de Março de 1819) foi um nobre e político português.
Bacharel em Cânones pela Universidade de Coimbra, oficial-mor da Casa Real (com o ofício de aposentador-mor), 1.º Senhor de Azaruja, alcaide-mor de Borba, comendador de São Pedro de Monsaraz e de São Lourenço de Parada da Ordem de Cristo, e deputado da Mesa da Consciência e Ordens.
Ocupou o cargo de enfermeiro-mor do Hospital Real de São José; sob a sua administração na relativa acalmia após as Invasões Francesas, em 1811, foram realizadas grandes obras de conservação e ampliação do hospital, incluindo uma nova cerca, o embelezamento da entrada com a colocação das estátuas dos Apóstolos salvas da ruína da igreja no Terramoto de 1755, e a construção do actual pórtico de entrada — significativamente, o único monumento existente no país que comemora a derrota do general Massena e o fim das invasões francesas.
Sucedeu a seu irmão, D. João de Almeida Melo e Castro, na Casa de Galveias, após a morte deste sem geração em 1814. Casou a 1 de Outubro de 1794 com D. Maria de Monserrate Lobo de Saldanha (1767–1806), filha herdeira de Martim Lopes Lobo de Saldanha, alcaide-mor de Castelo Ventoso, comendador da Ordem de Cristo, governador e capitão-general da capitania de São Paulo, no Brasil.